# Tessa Ferrer
 (février 2014).
Si vous disposez d'ouvrages ou d'articles de référence ou si vous connaissez des sites web de qualité traitant du thème abordé ici, merci de compléter l'article en donnant les références utiles à sa vérifiabilité et en les liant à la section « Notes et références ».
Pour les articles homonymes, voir Ferrer.
Tessa Ferrer est une actrice américaine, née le 30 mars 1986 à Los Angeles.

## Biographie
Tessa Ferrer est la fille de la chanteuse Debby Boone et de Gabriel Ferrer, fils des acteurs José Ferrer et Rosemary Clooney. Elle est de ce fait cousine germaine de George Clooney. 
Elle est connue pour son interprétation du Dr Leah Murphy dans Grey's Anatomy à partir de la saison 9 pour revenir de façon régulière dans la saison 10,. L'actrice quitte la distribution de la série en 2014. Rôle qu'elle reprendra lors de la saison 13

## Filmographie

### Cinéma
- 2008 : Excision de Richard Bates Jr. (court-métrage) : Pauline
- 2009 : Ramblin' Round (court-métrage) : une femme se battant (voix)
- 2009 : Nobody's Night (court-métrage) : Nora
- 2012 : Modern Mad Men (court-métrage) : Jessica
- 2012 : After the Triumph of Your Birth  (court-métrage) : Eva
- 2013 : Abducted : Jessica Marino
- 2013 : Go for Sisters de John Sayles : Katrina
- 2018 : Insidious : La Dernière Clé de Adam Robitel : Aubrey

### Télévision
- 2012 : Episodic
- 2012 - 2017 : Grey's Anatomy : Leah Murphy (46 épisodes)
- 2014 : Extant : Katie Sparks (6 épisodes)
- 2015 : You're the Worst : Nina Keune (5 épisodes)
- 2019 :  Catch 22 (mini-série) : Nurse Duckett (5 épisodes)